# ダラス・ゴーダート
ダラス・クレイトン・ゴーダート（Dallas Clayton Goedert, 1995年1月3日 - ）は、アメリカ合衆国サウスダコタ州アバディーン出身のプロアメリカンフットボール選手。NFLのフィラデルフィア・イーグルスに所属している。ポジションはタイトエンド。

## 経歴

### 生い立ち
サウスダコタ州アバディーンで生まれる。ダラス・カウボーイズの大ファンであった父により「ダラス」と名付けられたが、自身はグリーンベイ・パッカーズのファンとして育った。

### カレッジ
サウスダコタ州立大学では2013年から2017年までプレーし、通算で198レシーブ、2,988レシーブ獲得ヤード、21のレシービングTDを記録。特に2017年シーズンはキャプテンを務め、72レシーブ、1,111レシーブ獲得ヤード、7つのレシービングTDを記録した。
在学中はFCSオールアメリカンファーストチームに2度、オールMVFCファーストチームに3度選出された。

### フィラデルフィア・イーグルス
| 6 ft 4+5⁄8 in (195 cm)              | 256 lb (116 kg) | 34 in (86 cm) | 10 in (25 cm) | 4.67 s | 4.31 s | 7.02 s | 35 in (89 cm) | 10 ft 1 in (3.07 m) | 23 回 |
| All values from NFL Combine/Pro Day |                 |               |               |        |        |        |               |                     |       |

2018年のNFLドラフトにて全体49位でフィラデルフィア・イーグルスから指名された。イーグルスは元々52位指名権を保持していたが、直前のトレードで49位指名権を獲得していた。なお、直後の50位指名権を保持していたのは自身の名前の由来となったダラス・カウボーイズであり、こちらもゴーダートの指名を狙っているとされていた。2018年5月9日にイーグルスと4年総額562万ドルのルーキー契約を結んだ。

#### 2018年シーズン
このシーズンは16試合に出場して33レシーブ、334レシーブ獲得ヤード、4つのレシービングTDを記録した。
プレーオフではワイルドカード・ラウンドのシカゴ・ベアーズ戦で逆転となるレシービングTDを記録。さらに試合最終盤にはファーストダウンを更新する10ヤードのレシーブを成功させ、勝利を決定付けた。

#### 2019年シーズン
第16週のダラス・カウボーイズ戦で9レシーブ、キャリアハイとなる91レシーブ獲得ヤードを記録して勝利に貢献した。シーズン全体では15試合に出場して58レシーブ、607レシーブ獲得ヤード、5つのレシービングTDを記録した。
プレーオフではワイルドカード・ラウンドのシアトル・シーホークス戦で7レシーブ、76レシーブ獲得ヤードを記録したが、チームは敗れた。

#### 2020年シーズン
開幕前の2020年6月22日にサウスダコタ州のバーで暴行を受け、救急搬送された。
その後、ワシントン・フットボールチームとのシーズン開幕戦で8レシーブ、キャリアハイとなる101レシーブ獲得ヤードを記録した。このシーズンは足首の怪我もあり11試合の出場に留まったが、46レシーブ、524レシーブ獲得ヤード、3つのレシービングTDを記録した。

#### 2021年シーズン
シーズン開幕後の2021年10月に同じポジションのザック・アーツがトレードで移籍すると、役割が増加した。その後、11月19日にイーグルスと4年総額5,700万ドルの契約延長に合意した。このシーズンは15試合に出場して56レシーブ、830レシーブ獲得ヤード、4つのレシービングTDを記録した。

#### 2022年シーズン
このシーズンは12試合に出場して55レシーブ、702レシーブ獲得ヤード、3つのレシービングTDを記録した。
プレーオフでは、カンザスシティ・チーフスとの第57回スーパーボウルで6レシーブ、60レシーブ獲得ヤードを記録したが、チームは敗れた。

#### 2023年シーズン
第9週のカウボーイズ戦で右腕を骨折し、3試合を欠場した。

#### 2024年シーズン
第6週のクリーブランド・ブラウンズ戦でハムストリングを負傷し、その後の3試合を欠場した。また、第13週のボルチモア・レイブンズ戦で膝を負傷し、その後の4試合を欠場したが、第18週に復帰した。
プレーオフでは全4試合に先発出場し、いずれもチームトップとなる17レシーブと215レシーブ獲得ヤードを記録した。翌シーズンに4年契約の最終年を迎えることもあり、トレードの憶測も広まったが、怪我による欠場が多かったことから減給を受け入れて契約を見直し、イーグルスに残留することとなった。